# 公認会計士法
公認会計士法（こうにんかいけいしほう、昭和23年法律第103号）は、公認会計士の制度に関する日本の法律である。
所管官庁は、金融庁公認会計士・監査審査会事務局総務試験課および企画市場局企業開示課である。
1948年（昭和23年）7月6日公布。
公認会計士・会計士補（現行制度下の公認会計士試験合格者の地位に相当）の使命、職務、監査法人・日本公認会計士協会・監査審査会の制度などを定めるほか、無資格者の財務書類の監査及び証明事務の取り扱い禁止、事務を取り扱う表示の禁止、公認会計士事務所の名称使用禁止などを定めている。

## 構成
- 第1章 総則（第1条 - 第4条）
- 第2章 公認会計士試験等（第5条 - 第16条の2）
- 第3章 公認会計士の登録（第17条 - 第23条）
- 第4章 公認会計士の義務（第24条 - 第28条の4）
- 第5章 公認会計士の責任（第29条 - 第34条の2）
- 第5章の2 監査法人
  - 第1節 通則（第34条の2の2 - 第34条の10）
  - 第2節 社員（第34条の10の2 - 第34条の10の17）
  - 第3節 業務（第34条の11 - 第34条の14の3）
  - 第4節 会計帳簿等（第34条の15 - 第34条の16の3）
  - 第5節 法定脱退（第34条の17）
  - 第6節 解散及び合併（第34条の18 - 第34条の20の2）
  - 第7節 処分等（第34条の21 - 第34条の21の6）
  - 第8節 雑則（第34条の22・第34条の23）
- 第5章の3 有限責任監査法人の登録に関する特則（第34条の24 - 第34条の34）
- 第5章の4 上場会社等に係る財務書類の監査又は証明に関する特則（第34条の34の2 - 第34条の34の14）
- 第5章の5 外国監査法人等（第34条の35 - 第34条の39）
- 第5章の6 審判手続等（第34条の40 - 第34条の66）
- 第6章 公認会計士・監査審査会（第35条 - 第42条）
- 第6章の2 日本公認会計士協会（第43条 - 第46条の14）
- 第7章 雑則（第47条 - 第49条の6）
- 第8章 罰則（第50条 - 第55条の4）
- 附則